# Oceano di fuoco - Hidalgo
Oceano di fuoco - Hidalgo (Hidalgo) è un film del 2004, diretto da Joe Johnston. Il film narra la storia di Frank Hopkins e del suo cavallo di razza Mustang Hidalgo..

## Trama
Ambientato nel 1897, la storia narra di una corsa a cavallo che si tiene da secoli in Arabia: l'Oceano di fuoco, chiamata così perché si tratta di percorrere una distanza di tremila miglia lungo il deserto. Alla corsa partecipano cavalli di razza purissima e solitamente discendenti da linea nobile e di proprietà di famiglie reali. Lo sceicco Riyadh invita Frank T. Hopkins a partecipare a questa corsa, dato che l'americano è famoso per essere stato un veloce Pony Express per il governo degli Stati Uniti insieme al suo Mustang di nome Hidalgo. Hopkins, che intanto sbarca il lunario nel circo di Buffalo Bill, accetta l'invito.
La fama di Hidalgo, il più veloce cavallo occidentale, fa infuriare gli altri partecipanti alla gara, soprattutto il nipote dello sceicco, perché si tratta della prima partecipazione alla corsa di un cavallo e di un cavaliere di origine occidentale. Se l'americano dovesse vincere la corsa, verrebbero disonorate le discendenze di razza del principale partecipante alla gara Al-Hattal, uno stallone arabo di proprietà dello sceicco stesso. Durante la gara Hopkins si scontra con gli altri cavalieri beduini, che faranno di tutto per impedirgli di arrivare fino in fondo.
Per Hopkins vincere l'Oceano di fuoco diventa così una questione di sopravvivenza e di orgoglio e, a dispetto dei tentativi di intralciarlo degli altri cavalieri, riesce a vincere la gara e a dimostrare che il suo mustang è il cavallo più veloce e resistente del mondo. Con il premio vinto, torna in America alla vigilia dello sterminio dei mustang catturati nelle riserve indiane da parte del governo americano e acquista tutti i cavalli. Dopo aver regolarmente pagato i cavalli, decide di restituirli alla libertà in modo che la razza venga preservata. Con grande coraggio decide inoltre di liberare anche il suo Hidalgo, per restituirgli dopo tanta fatica la libertà che merita.

## Personaggi e interpreti
- Viggo Mortensen è Frank T. Hopkins, uno dei più veloci Pony Express, ormai alcolizzato e ridottosi a lavorare per il circo di Buffalo Bill, che trova la rivincita della sua vita vincendo l'Oceano di fuoco col suo fedele mustang Hidalgo.
- Omar Sharif è lo Sceicco Riyadh, che conosce e ammira la celebrità di Hopkins e lo sfida a partecipare all'Oceano di fuoco, andando contro le regole che non hanno mai visto partecipare alla gara un concorrente che non fosse arabo.
- J. K. Simmons è Buffalo Bill nel periodo della sua storia in cui diventa impresario del Wild West Show. Frank Hopkins lavora per lui fino all'ingaggio della gara.
- Zuleikha Robinson è Jazira, unica figlia femmina dello Sceicco. Stringe una tenera amicizia con Frank.
- Louise Lombard è Lady Anne Davenport, ricca signora che partecipa alla gara con una sua cavalla per vincere una monta con Al-Hattal dato che è un discendente della razza araba pura di alta genealogia. Pur di vincere la gara, convince il suo cavaliere a barare.
- Saïd Taghmaoui è il Principe Bin Al Reeh, nipote dello Sceicco che rapisce lo stallone dello zio.
- Adam Alexi-Malle è Aziz, servitore dello Sceicco che va in America per ingaggiare Hopkins.
- Floyd 'Red Crow' Westerman è il capo indiano che lavora con Hopkins allo spettacolo di Buffalo Bill. Sarà lui a convincere Hopkins a partecipare all'Oceano di fuoco, nonostante questi pensi di essere troppo vecchio per questa avventura.

## Produzione
Sebbene il film racconti la storia di Frank T. Hopkins (1865-1951) e del suo cavallo Hidalgo, essa non è stata ritenuta attendibile da alcuni storici. Hopkins grazie al gesto dell'acquisto e della liberazione dei mustang divenne il primo attivista per la preservazione e la conservazione della razza mustang.

### Location
Le riprese del film si sono svolte in vari stati americani e precisamente in California, Dakota del Sud, Montana e Oklahoma. Le riprese della corsa sono state effettuate in Marocco.

### I cavalli del film
- Per realizzare il mustang Hidalgo è stato truccato con delle tinture atossiche per assomigliare il più possibile al vero Hidalgo.[3]
- Viggo Mortensen ha acquistato uno dei cavalli utilizzati nel film e precisamente lo stallone chiamato T.J. che appare sulla locandina del film[3].
- Nella scena finale, Hopkins libera Hidalgo nella prateria e questo si mischia alla mandria di mustang appena liberati. Per realizzare quella scena sono stati utilizzati 550 cavalli appartenenti a diversi proprietari. Prima della ripresa, per poterli distinguere e restituirli, a tutti i cavalli furono marchiati gli zoccoli in maniera differente[3].
- Lo stallone arabo Al-Hattal di proprietà dello Sceicco è un campione di razza e si chiama in realtà TC Bey Cedar[4]. Appartiene alle scuderie Black Silver Arabians che risiede a Burson in California (USA).

## Distribuzione

### Data di uscita
| Date di uscita internazionali | Date di uscita internazionali    | Date di uscita internazionali |
| Paese                         | Titolo film                      | Date                          |
| ----------------------------- | -------------------------------- | ----------------------------- |
| Stati Uniti                   | Hidalgo                          | 17 febbraio 2004              |
| Filippine                     | Dash                             | 10 marzo 2004                 |
| Spagna                        | Océanos de fuego                 | 12 marzo 2004                 |
| Francia                       | Hidalgo                          | 21 marzo 2004                 |
| Germania                      | Hidalgo - 3000 Meilen zum Ruhm   | 8 aprile 2004                 |
| Brasile                       | Mar de Fogo                      | 9 aprile 2004                 |
| Italia                        | Hidalgo - Oceano di fuoco        | 9 aprile 2004                 |
| Grecia                        | Hidalgo - Kalpazontas stin erimo | 11 aprile 2004                |
| Argentina                     | Océano de fuego                  | 15 aprile 2004                |
| Regno Unito                   | Ocean of Fire - Hidalgo          | 16 aprile 2004                |
| Giappone                      | Ôshan obu Faiyâ                  | 17 aprile 2004                |
| Ungheria                      | A tuz óceánja                    | 8 luglio 2004                 |

## Riconoscimenti
Il film vince il Western Writers of America, migliore storia ambientata nel West del 2005. Viene anche nominato per il premio come miglior trama drammatica ai Golden Trailer Awards e per il premio al miglior montaggio sonoro al Motion Picture Sound Editors.